# 梨郷道路
梨郷道路（りんごうどうろ）は山形県長井市大字今泉を起点とし同県南陽市大字竹原に至る、延長7.2 kmの国道113号のバイパス道路である。地域高規格道路の新潟山形南部連絡道路の一部区間である。自動車専用道路である。

## 概要
- 起点 - 山形県長井市大字今泉字新田
- 終点 - 山形県南陽市大字竹原字加津木沢
- 延長 - 7.2 km
- 幅員 - 12.0 m
- 道路規格 - 第1種第3級
- 設計速度 - 80 km/h
- 整備主体 - 国土交通省東北地方整備局

## インターチェンジなど
| 施設名         | 接続路線名                       | 所在地         |
| -------------- | -------------------------------- | -------------- |
| （今泉）       | 国道113号（現道）                | 長井市         |
| 川西IC（仮称） | 町道高田仲沖線（長井南バイパス） | 東置賜郡川西町 |
| 梨郷IC（仮称） | 国道113号（現道）                | 南陽市         |
| 赤湯バイパス   |                                  |                |

## 歴史
- 2009年（平成21年）3月 : 事業区間になる[1]。
- 2011年度（平成23年度） - 用地着手[1]。
- 2012年度（平成24年度） - 工事着手[1]。
- 2020年（令和2年度）2月6日 - 2023年度（令和5年度）開通予定を公表[2]。
- 2024年（令和6年）3月9日 - 開通[3]。

## 地理

### 通過する自治体
- 山形県
  - 長井市 - 東置賜郡川西町 - 南陽市

## 接続するバイパスの位置関係
（新潟方面）現道＜添川バイパス＞ - 梨郷道路 - 赤湯バイパス（相馬方面）